# Black and White (The Stranglers)
Black and White è il terzo album in studio degli Stranglers, pubblicato nel 1978 dalla United Artists.

## Il disco
L'album è diviso in due parti distinte: la "black side" e la "white side", che indicano il carattere e lo stile delle canzoni comprese nelle due parti stesse. In questo disco il gruppo utilizza un approccio più sperimentale per quanto riguarda la struttura delle canzoni e per i tempi (il pezzo Curfew ad esempio è eseguito in 7/4).
Venne registrata e pubblicata in Svezia una versione in lingua svedese del pezzo Sweden. Il pezzo trae ispirazione dall'esperienza di Cornwell all'Università di Lund intorno alla metà degli anni settanta. Il titolo Death and Night and Blood è invece tratto dal romanzo di Yukio Mishima intitolato Confessions of a Mask.
Quando l'album venne pubblicato nel 1978, nelle prime 75 000 copie venne aggiunto un 7" in vinile (Walk On By/Mean to Me/Tits), mentre i singoli estratti dall'album furono Nice'n'Sleazy (b-side: Shut Up), e una versione diversa da quella dell'album della cover di Burt Bacharach e Hal David Walk On By (b-side: Old Codger). Old Codger vede come ospite alla voce il cantante jazz George Melly. Questi pezzi verranno poi inseriti nella ristampa del 2001.
Nello stesso periodo della pubblicazione di Black and White, il gruppo registrò Mean to Me e una cover di Mony Mony con una cantante donna, e pubblicò i pezzi con il nome di "Celia and the Mutations", sempre attraverso la United Artists, ma il singolo non entrò in classifica.

## Tracce
White side
1. Tank - 2:54
2. Nice N' Sleazy - 3:11
3. Outside Tokyo - 2:06
4. Hey! (Rise of the Robots) - 2:13
5. Sweden (All Quiet on the Eastern Front) - 2:47
6. Toiler on the Sea - 5:23

Black side
1. Curfew - 3:10
2. Threatened - 3:30
3. In the Shadows - 4:15
4. Do You Wanna/Death and Night and Blood (Yukio) - 5:25
5. Enough Time - 4:16

### Bonus track inserite nella ristampa
1. Mean to Me
2. Old Codger
3. Shut Up
4. Tits (live)
5. Walk On By

## Formazione

### Gruppo
- Hugh Cornwell - voce (1-6, 9, 11), chitarra, cori
- JJ Burnel - basso, voce (7, 8, 10 [Death and Night and Blood]), cori
- Dave Greenfield - tastiere (Hammond L100 Organ, Hohner Cembalet electric piano, Minimoog synthesizer), voce (10 [Do You Wanna]), cori
- Jet Black - batteria

### Altri musicisti
- Lora Logic (degli Essential Logic e X-Ray Spex) - sassofono in Hey!
- George Melly - voce in Old Codger
- Lew Lewis - armonica a bocca in Old Codger